# Lỗ Bình công
Lỗ Bình công (chữ Hán: 鲁平公, trị vì 322 TCN-303 TCN), tên thật là Cơ Thúc (姬叔), là vị vua thứ 34 của nước Lỗ - chư hầu nhà Chu trong lịch sử Trung Quốc.
Cơ Thúc con của Lỗ Cảnh công, vị quốc quân thứ 33 của nước Lỗ. Năm 323 TCN, Lỗ Cảnh công qua đời, Cơ Thúc lên nối ngôi, tức Lỗ Bình công.
Sử sách không ghi rõ những hành trạng của ông trong thời gian ở ngôi.
Năm 303 TCN, Lỗ Bình công qua đời. Ông ở ngôi 20 năm. Con ông là Cơ Cổ lên kế vị, tức Lỗ Văn công.